# Verrucosa arenata
Verrucosa arenata, também conhecida como aranha ponta de flecha, é uma espécie de aranha encontrada na América do Norte. É uma das poucas conhecidas aranhas tecelãs de orbes que fica voltada para cima em sua teia. Ao contrário da maioria, que têm abdomens bulbosos, V. arenata tem um abdômen pontudo e triangular, em forma de ponta de uma seta. Nas fêmeas, o abdômen é de cor branca ou amarela. Além disso, V. arenata usa comportamento cambaleante para capturar sua presa, já que suas teias são mais fortes do que a maioria dos outros tecelões de orbe. O nome do gênero Verrucosa significa "verrugoso" em latim, referindo-se às pequenas saliências semelhantes a verrugas no abdômen da aranha, enquanto o epíteto específico arenata deriva do latim arena, que significa "areia".

## Distribuição ehabitat
Verrucosa arenata são encontradas em uma variedade de habitats urbanos e rurais na América do Norte, em áreas com árvores e arbustos para tecer suas teias. Isso pode incluir plantações, parques urbanos, jardins, pátios ou bosques. Elas são normalmente encontradas no final do verão e início do outono, vivendo no sub-bosque, ao longo de áreas abertas e úmidas onde podem receber luz solar direta.

## Descrição
Verrucosa arenata são grandes aranhas. As fêmeas pesam 0,05–0,46 ge seu comprimento corporal é 7–14 mm. Esta espécie é sexualmente dimórfico, pois as fêmeas são maiores que os machos. O comprimento do corpo masculino varia de 4 a 6 mm. V. arenata são policromáticas e a cor de seu abdômen varia de branco a amarelo. Algumas marcas menores em forma de veia na área abdominal são vermelhas. As fêmeas podem ter pernas e carapaça de cor preta, marrom ou enferrujada. A cabeça é pequena em comparação com o abdômen triangular dessa aranha. Os machos são menores e não possuem o triângulo característico em seu abdômen. As aranhas macho com ponta de flecha raramente são vistas, a menos que estejam se acasalando ou cortejando uma aranha fêmea em sua teia. V. arenata são diurna. Suas teias geralmente não funcionam ao meio-dia devido a danos causados por insetos.

### Polimorfismo de cor
V. arenata mostram variação de cor no padrão triangular na parte dorsal do abdômen. Esta parte do abdômen é geralmente branca ou amarela. As aranhas com ponta de seta amarela mostraram maior contraste cromático, enquanto as aranhas brancas mostraram maior contraste acromático. Observou-se que as aranhas brancas são mais abundantes durante a época de reprodução e têm uma condição corporal melhor do que as amarelas. No entanto, as aranhas amarelas são mais bem-sucedidas em atrair presas. Além disso, uma quantidade muito maior de luz ultravioleta é refletida pelas aranhas brancas do que pelas amarelas. Apenas de perto o efeito das diferentes cores se torna aparente para presas e predadores. A metamorfose mais visível (amarelo) atrai mais presas ao custo potencial de atrair mais predadores.

## Teias
Verrucosa arenata são aranhas tecelãs de orbe e suas teias são quase invisíveis para suas presas. As teias têm uma arquitetura distinta, pois consiste em um cubo central sem fios radiais. A fêmea geralmente fica no centro da teia, pois é um bom local para capturar a maior quantidade de presas. Na teia, as fêmeas costumam ter a cabeça para cima e o ápice da marca triangular apontando para baixo.
V. arenata geralmente derrubam suas teias. Quando não o fazem, as teias são severamente danificadas ao meio-dia como resultado das chuvas frequentes. Além disso, suas teias são feitas de fios mais resistentes em comparação com outras aranhas.

### Técnicas de captura de presas
Durante a captura de presas, V. arenata corre em direção à presa. O tempo que leva para capturar a presa depende do peso da aranha. As aranhas mais pesadas correm mais devagar para cima e para baixo mais rápido.
V. arenata arrancam a teia — o que significa que a aranha puxa os fios radiais da teia com suas patas frontais — a fim de localizar a presa ou induzir seus movimentos. Este movimento de arrancar está associado à localização da presa pela aranha. Depois de arrancar, essas aranhas sacodem todo o corpo e então eles 'enrolam' a presa puxando o fio radial conforme se aproximam. Este comportamento pode diferir com base no peso da presa. As aranhas desta espécie se aproximam de presas mais pesadas mais lentamente do que se aproximam de presas mais leves. V. arenata são capazes de usar este método de "enrolamento" porque suas teias podem resistir a puxões a uma taxa muito maior do que a maioria das outras aranhas, já que os fios de seda da teia são mais resistentes e elásticos. Além disso, essas aranhas com ponta de flecha geralmente refazem suas teias com frequência, portanto, o dano na teia associado ao enrolamento não é crítico em comparação com a captura bem-sucedida de uma presa.

## Dieta
V. arenata normalmente capturam insetos, prendendo-os nos fios pegajosos de suas teias. Elas entregam uma mordida de veneno para subjugar a presa e então digerir o interior do inseto. Eles esperam e então retornam ao inseto para ingerir seu conteúdo liquefeito. V. arenata especializam-se em comer minúsculos insetos voadores, como mosquitos, já que suas teias têm pequenos espaçamentos. Suas presas mais comuns são dípteros e himenópteros.

## Termorregulação
V. arenata termorregula ativamente de modo que sua temperatura corporal fique bem abaixo da temperatura ambiente. Não há diferença na temperatura entre aranhas com abdômen amarelo ou branco, sugerindo que V. arenata estão alcançando seu estado termorregulatório através de meios comportamentais ou fisiológicos ao invés de variação na pigmentação. No entanto, os morfos brancos têm uma refletância geral mais alta. Isso significa que eles podem ter uma vantagem na exploração de habitats abertos. V. arenata enfrenta restrições térmicas significativas se construirem suas teias em condições expostas, mas os morfos brancos têm vantagens térmicas nesses habitats. Eles podem ter uma vantagem térmica porque têm menor absorção de ondas curtas e radiação visível.